# Oslobođenje
„Oslobođenje” (oslobod͡ʑěːɲe; z bośn. „wyzwolenie”) – dziennik sarajewski.
„Oslobođenje” założono 30 sierpnia 1943 w miejscowości Donja Trnova niedaleko Ugljeviku jako antynazistowską gazetę. Podczas wojny w Bośni i Hercegowinie i oblężenia Sarajewa gazeta dokumentowała codzienne życie mieszkańców miasta, w tym czasie publikując każdego dnia, z wyjątkiem jednego. W wyniku wojny z 75 reporterów (narodowości bośniackiej, serbskiej i chorwackiej) zginęło 5, a 25 zostało rannych.
W 1993 roku dziennikowi została wręczona Nagroda im. Sacharowa za wolność myśli. Również w 1993 redaktorzy Kemal Kurspahić i Gordana Knezević otrzymali tytuł International Editors of the Year, przyznawany przez World Press Review. W 1995 redakcja otrzymała Medal Honorowy University of Missouri, przyznany przez School of Journalism za codzienną publikację podczas wojny.